# 高貫亘弘
高貫 亘弘（たかぬき のぶひろ、1938年5月9日 - 1978年12月1日）は、日本競輪選手会神奈川支部に所属していた競輪選手。

## 来歴
法政大学第二高等学校時代の1955年、全国高等学校総合体育大会自転車競技大会・ミス&アウトレースで優勝。
法政大学時代、1960年のローマオリンピック・4000m団体追抜に出場し10位。
その後、日本競輪学校第15期生として競輪選手となった。
1978年12月1日、入院先の病院で死去。同年12月2日選手登録削除。